# Michel Clemenceau

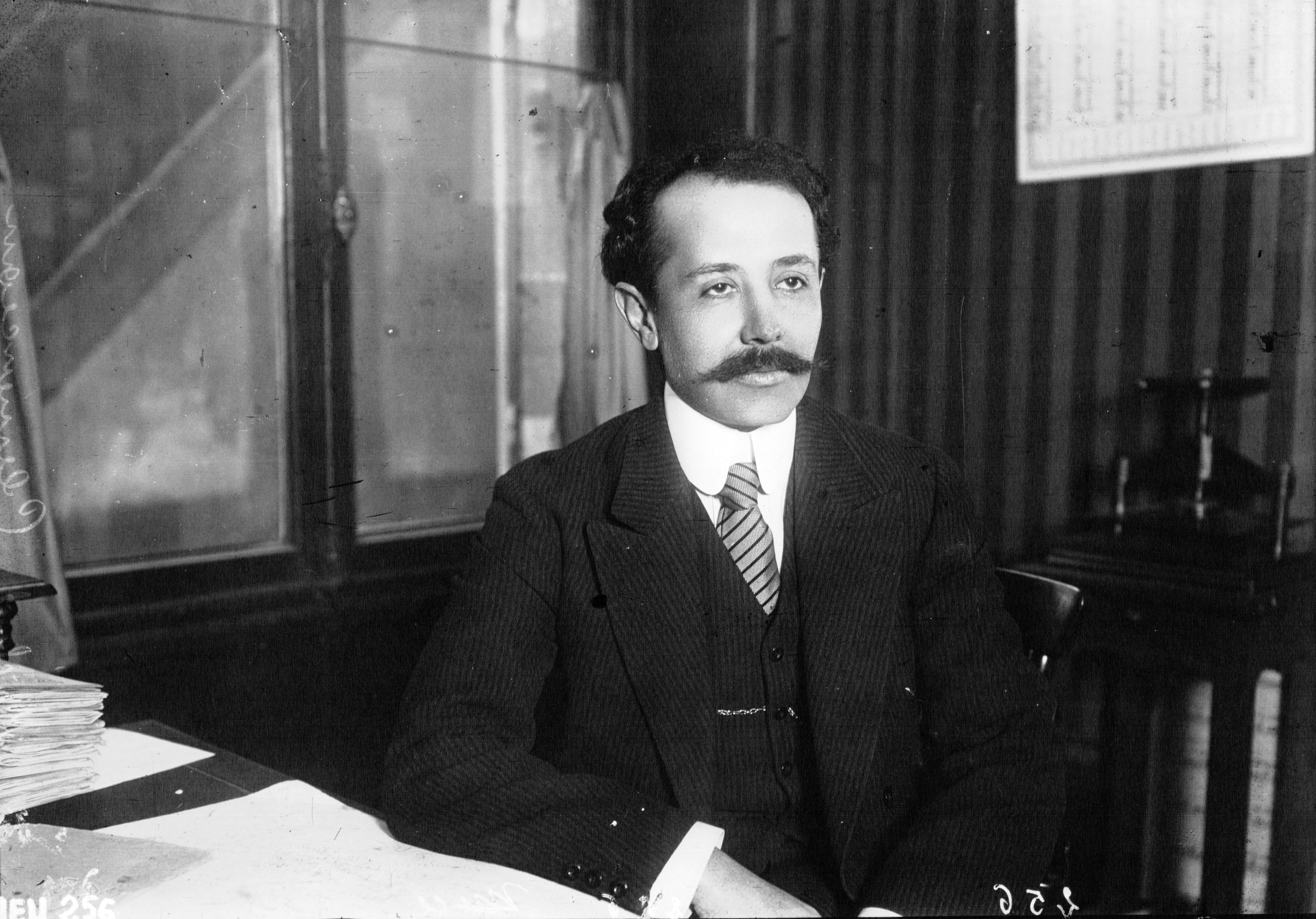
Clemenceau in 1909

Michel Clemenceau (La Réorthe, Vendée, 24 november 1873 - Moret-sur-Loing, 4 maart 1964), was een Frans ingenieur en politicus.
Michel Clemenceau was de zoon van Georges Clemenceau (1841-1929), die meerdere malen premier was geweest. Michel Clemenceau was van beroep technisch ingenieur. Hij nam deel aan de Eerste Wereldoorlog en werd tijdens de Tweede Wereldoorlog gedeporteerd. Na de Bevrijding was hij een van de oprichters van de conservatief-liberale Parti Républicain de la Liberté (PRL, Republikeinse Partij van de Vrijheid). Hij was voorzitter van de PRL (1945-1951) en vertegenwoordigde het departement Seine-et-Marne (1945-1951) in de Franse Nationale Vergadering (Assemblée Nationale).
Michel Clemenceau was in 1946 kandidaat voor het voorzitterschap van de Voorlopige Regering en in 1947 deed hij een gooi naar het presidentschap. Hij kreeg echter maar 60 stemmen (6,80%). Vincent Auriol (SFIO) werd tot president gekozen.
Michel Clemenceau overleed op 4 maart 1964 te Moret-sur-Loing (departement Seine-et-Marne).

## Voetnoten
1. ↑  Vanaf 1949 onderdeel van het Centre National des Indépendants en sinds 1951 van het Centre National des Indépendants et Paysans

- Bibliothèque nationale de France: cb11140623m (data)
- International Standard Name Identifier: 0000 0000 0011 7787
- Base Léonore: 19800035/584/66264
- Virtual International Authority File: 68922224